# Sc.D.
Sc.D. (łac. Scientiæ Doctor, ang. D.Sc. – Doctor of Science) – tytuł naukowy przyznawany w wielu krajach świata; gdzieniegdzie oznacza wyższy doktorat. W USA uważa się go za ekwiwalent Ph.D.
W Polsce „doktor nauk ścisłych” lub „habilitacja” (doktor habilitowany lub dr hab.) to stopień wyższy niż doktorat. Jest przyznawany za znaczące osiągnięcia w nauczaniu, badaniach i służbie po uzyskaniu stopnia doktora (zwykle do 8 lat po doktoracie). Jest bardzo podobny do równoważnego stopnia habilitacji w Niemczech i Austrii.
Najwyższy stopień naukowy w Polsce to „profesor” lub „profesor zwyczajny” (tytuł naukowy profesora, profesor tytularny), czyli tytuł naukowy profesora. Habilitacja była od wielu lat warunkiem koniecznym do ubiegania się o tytuł profesora zwyczajnego w Polsce.